# Mikroregion Tucuruí

Mikroregion Tucuruí

Mikroregion Tucuruí – mikroregion w brazylijskim stanie Pará należący do mezoregionu Sudeste Paraense. Ma powierzchnię 33.087,8 km²

## Gminy
- Breu Branco
- Itupiranga
- Jacundá
- Nova Ipixuna
- Novo Repartimento
- Tucuruí